# Лебедзев (Люблинское воеводство)
Лебедзев (пол. Lebiedziew) — деревня в Бяльском повете Люблинского воеводства Польши. Входит в состав гмины Тересполь. Находится примерно в 33 км к востоку от центра города Бяла-Подляска. Через населённый пункт проходит региональная автодорога 816, а также протекает река Чапелка (пол. Czapelka), приток Кшны. По данным переписи 2011 года, в деревне проживало 337 человек, это седьмое место по населению в гмине.
В 1975—1998 годах деревня входила в состав Бяльскоподляского воеводства.
Через деревню проходит Надбужанский велосипедный маршрут — красный туристический маршрут на территории Люблинского воеводства длиной 288 км от Янув-Подляски до Хрубешува.

## Религия
В Лебедзеве после 1550 года была основана православная церковь Святого Евстахия, основанная Николаем Сапегой. После заключения Брестской унии храм принял её положения. В 1848 году церковь была филиалом прихода Воздвижения Креста Господня (пол. Parafia Podwyższenia Krzyża Pańskiego) в Добратыче. В 1875 году, после ликвидации униатской Холмской епархии, стал православным храмом, но уже через несколько лет объект был снесён. В Лебедеве сохранилось православное кладбище, основанное ок. 1870 г., в ведении православного прихода Святого Иоанна Богослова в Тересполе. На кладбище находятся могилы неизвестных польских солдат 1939 года.
В XVII веке в деревню прибыли татары, посаженные царем Яном III Собеским — село составляло жалованье после Хотинской битвы. Яков Мурза Бучацкий был наследником села. До 1886 года существовала мечеть, в то время в деревне проживало 9 татарских семей. Рядом с деревней, на территории села Клапек (бывшей Улановщины — части Лебедева, выделенной в 1914 году), находится мусульманское (татарское) кладбище. Татарская община в Лебедеве перестала существовать до Первой мировой войны.
Верующие Римско-католической церкви относятся к приходу Святой Троицы (пол. Parafia Trójcy Świętej) в Тересполе.

## Население
Демографическая структура по состоянию на 31 марта 2011 года:
|         | Всего | До трудоспособного возраста | Трудоспособного возраста | Старше трудоспособного возраста |
| ------- | ----- | --------------------------- | ------------------------ | ------------------------------- |
| Мужчины | 157   | 27                          | 115                      | 15                              |
| Женщины | 180   | 40                          | 99                       | 41                              |
| Всего   | 337   | 67                          | 214                      | 56                              |